# Букарёвский сельский округ
Букарёвский сельский округ — упразднённая административно-территориальная единица, существовавшая на территории Истринского района Московской области в 1994—2006 годах.
Букарёвский сельсовет был образован в первые годы советской власти. По данным 1919 года он входил в состав Лучинской волости Звенигородского уезда Московской губернии.
14 января 1921 года Лучинская волость была передана в Воскресенский уезд.
В 1923 году Букарёвский с/с был переименован в Кучинский с/с.
В 1927 году из Кучинского с/с был выделен Букарёвский с/с.
В 1929 году Букарёвский с/с был отнесён к Воскресенскому району Московского округа Московской области. При этом к нему был присоединён Кучинский с/с.
31 августа 1930 года Воскресенский район был переименован в Истринский.
17 июля 1939 года к Букарёвскому с/с был присоединён Филатовский с/с (селения Филатово-1 и Филатово-2), а также селения Кучи Зенькинского с/с и станция Холщёвики Костровского с/с. При этом центр Букарёвского с/с был перенесён в селение Брыково, а сам сельсовет переименован в Брыковский сельсовет.
14 июня 1954 года Брыковский и Зенькинский с/с объединились в Букарёвский сельсовет.
7 декабря 1957 года Истринский район был упразднён и Букарёвский с/с был передан в Красногорский район.
28 июля 1960 года Букарёвский с/с был передан в восстановленный Истринский район.
1 февраля 1963 года Истринский район был упразднён и Букарёвский с/с вошёл в Солнечногорский сельский район. 11 января 1965 года Букарёвский с/с был возвращён в восстановленный Истринский район.
23 июня 1988 года в Букарёвском с/с были упразднены деревни Высоково и Железниково.
3 февраля 1994 года Букарёвский с/с был преобразован в Букарёвский сельский округ.
2 октября 1996 года в Букарёвском с/о посёлок дома отдыха «Зелёный Курган» был переименован в посёлок Зелёный Курган.
7 октября 2002 года в Букарёвском с/о посёлок Глебовской птицефабрики был переименован в посёлок Глебовский.
В ходе муниципальной реформы 2004—2005 годов Букарёвский сельский округ прекратил своё существование как муниципальная единица. При этом все его населённые пункты были переданы в сельское поселение Букарёвское.
29 ноября 2006 года Букарёвский сельский округ исключён из учётных данных административно-территориальных и территориальных единиц Московской области.